# 19417 Madelynho
19417 Madelynho è un asteroide della fascia principale. Scoperto nel 1998, presenta un'orbita caratterizzata da un semiasse maggiore pari a 2,4249963 UA e da un'eccentricità di 0,1147752, inclinata di 1,13652° rispetto all'eclittica.